# Temascaltepec Nahuatl
Temascaltepec Nahuatl is een tak van de subdivisie van het westelijke Nahuatl, een taal die gesproken wordt door de Nahua, oorspronkelijke bewoners van het huidige Mexico. Het Nahuatl behoort bij de Uto-Azteekse taalfamilie. De tak die ontwikkeld werd in de gemeente Temascaltepec in de deelstaat Mexico wordt Temascaltepec Nahuatl genoemd. Bij ISO/DIS 639-3 is de code nhv. Er zijn enige honderden sprekers.